# Mandamus
Mandamus je obvezatni sudbeni nalog nižem sudu, ili tijelu izvršne vlasti ili javnoj korporaciji, kojim se ispravlja greška u postupanju i primjeni prava. Poglavito se rabi kao nalog nižem sudu, kojim se rješava negativni sukob djelokruga.